# Louis-Jean Empain
Louis Jean Lain Empain (Brussel, 3 januari 1908 – Ukkel, 30 mei 1976) was een Belgisch bankier, ondernemer en filantroop.

## Levensloop
Louis Empain was de tweede zoon van baron Édouard Empain en Jeanne Becker. Toen zijn ouders in 1921 trouwden, wijzigde zijn naam van Becker in Empain.
Na de dood van zijn vader, erfde hij de helft van het opgebouwde imperium dat Groupe Empain heette. Hij liet het beheer van zijn deel van de familieondernemingen hoofdzakelijk over aan professionelen, terwijl hij, zeker vanaf 1936, zichzelf volledig concentreerde op zijn sociale activiteiten.
In 1938 trouwde hij met Geneviève Hone (Québec, 16 september 1909 – Brussel, 21 februari 2008) en ze hadden vier kinderen:
- Claude (1939- ), karmelietes in Frankrijk, onder de naam zuster Claude-Marie,
- Michel Empain (1941-2000), schrijver, die trouwde met Hélène Belzer en met haar een dochter kreeg,
- Monique (1942- ), die ongehuwd bleef,
- Luc (1944- ), bankdirecteur, die trouwde met barones Anne d'Otreppe de Bouvette (1949-1978), met wie hij twee dochters kreeg.

Na baron Luc Empain zullen er geen mannelijke nazaten meer zijn van Louis-Jean.

## Villa Empain
Kort na de dood van zijn vader, toen hij aan het hoofd stond van een fortuin dat omgerekend in valuta van begin eenentwintigste eeuw op één miljard euro kon worden geschat, gaf de jonge Empain opdracht aan architect Michel Polak een representatieve woning voor hem te bouwen aan de Franklin Rooseveltlaan (toen nog Natiënlaan).
Hij maakte van het huis, dat onmiddellijk grote faam verwierf als een model van art-decostijl, slechts een paar jaar gebruik. Nadat hij beslist had zich te heroriënteren en zich enerzijds met caritatieve werken bezig te houden en anderzijds veel in Canada te verblijven, schonk hij het aan de Belgische Staat, om ter beschikking te worden gesteld van de architectuurschool La Cambre, die er tot in 1943 tentoonstellingen in organiseerde. De leiding hiervan berustte, zoals die van de school, eerst bij Henry Van de Velde en vervolgens bij Herman Teirlinck, onder het voorzitterschap van Camille Huysmans. Vanaf november 1943 werd het gebouw opgeëist door de bezetter. 

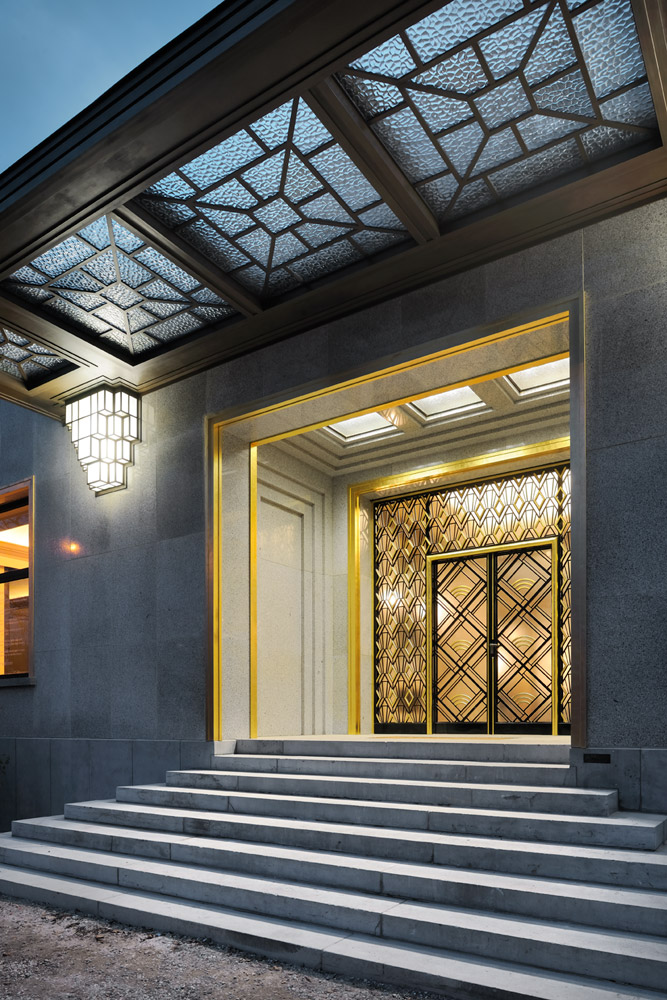
De Villa Empain in 2012, na de restauratie

Na de Tweede Wereldoorlog besliste minister van Buitenlandse Zaken Paul-Henri Spaak, in weerwil van de voorwaarden gesteld bij de schenking, zoals ze waren opgenomen in het KB van aanvaarding, de villa Empain te verhuren aan de Sovjet-Unie voor haar ambassade. Louis Empain vocht dit aan en bekwam van de rechtbank de restitutie van het huis. Hij organiseerde er voortaan allerhande tentoonstellingen in van jonge schilders en beeldhouwers, maar ook van gevestigde waarden (onder meer Vasarely, Salvador Dali, Bernard Buffet) en stichtte er een vereniging Art, Vie et Esprit, die discussies hield en brochures publiceerde rond een aantal thema's. Empain schreef zelf een brochure over sekten. Onder de genodigde sprekers bevonden zich onder meer kanunnik Pierre de Locht en architect Jean Cosse.
In 1973 verkocht hij de eigendom. Sindsdien kende het gebouw een gecontrasteerde geschiedenis. Gedurende een aantal jaren, tot eind jaren tachtig, was het de zetel in Brussel van RTL. Nadien bleef het jarenlang leeg en verwaarloosd. Zijn architecturale waarde werd uiteindelijk erkend en in 2007 werd de villa beschermd, als een van de belangrijke aanwinsten van de interbellumarchitectuur in Brussel. Het werd vervolgens gerestaureerd door de nieuwe eigenaar, de Stichting Boghossian.

## Canada
Op zakelijk vlak begon Empain zich na 1935 voornamelijk te interesseren voor investeringen in Canada. Hij bracht voortaan een groot deel van zijn tijd in dit land door en vond er ook zijn vrouw, met wie hij in 1938 trouwde.
Zich inspirerende op de werkwijzen van zijn vader, richtte hij verschillende vennootschappen op, met elkaar kruisende participaties, gecontroleerd door de Compagnie belgo-canadienne de Crédit. De activiteiten spreidden zich over mijnprospectie, import-export, immobiliën, landbouw en bosbeheer. Voor dit laatste kocht hij 1600 en nadien nog 1500 ha landbouwgrond en 25000 ha bos. Daarbij voegde hij een school, een landbouwinstituut en een landbouwbedrijf. Op een honderdtal km van Montréal vestigde hij zich in een dorpje, Sainte-Marguerite, dat hij, naar het voorbeeld van zijn vader met Heliopolis, wilde uitbouwen tot een stad. Wat hij ervan verwezenlijkte, in samenwerking met de Belgische architect Antoine Courtens (1899-1969), wordt als een architecturaal geslaagd geheel beschouwd, dat inspiratie vond in de principes van het Bauhaus en in de modernistische esthetiek. De bouwwerken betroffen een hotel, een commercieel centrum, bioscopen en dancings, stallen, een benzinestation, een sportclub, straten met chalets en traditionele huizen, en ten slotte een residentie voor Louis Empain zelf. Veel daarvan is ondertussen verwaarloosd of verdwenen.
Tijdens de Tweede Wereldoorlog werden zijn bezittingen in Canada onder sekwester geplaatst, wat hij niet apprecieerde. Hij ging na de oorlog over tot hun liquidatie, om zich voortaan uitsluitend op zijn menslievende activiteiten in België te concentreren.

## Jeugdzorg: Pro Juventute

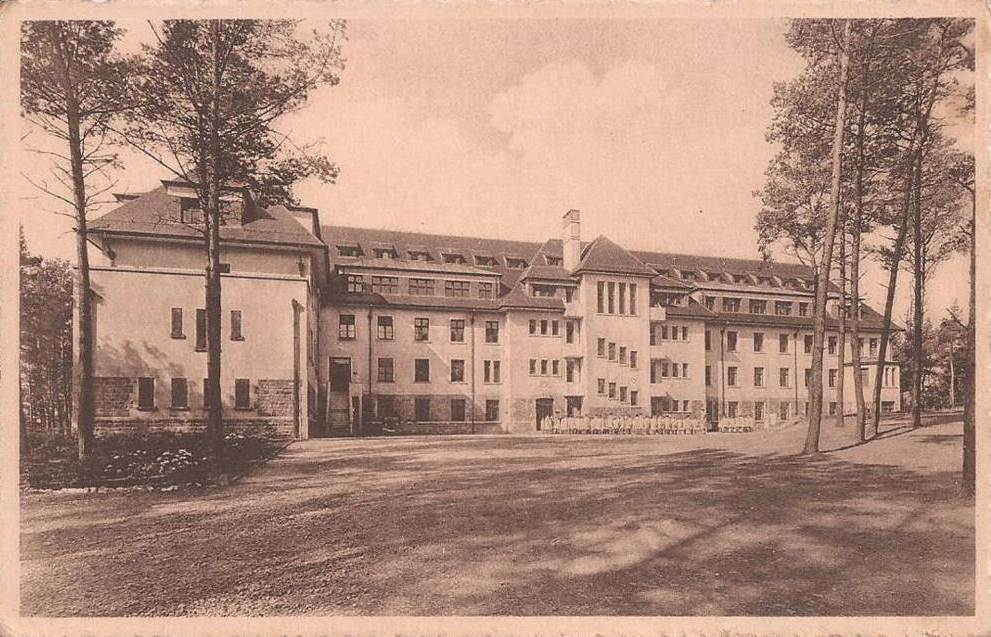
De gebouwen van Pro Juventute in Lavacherie

Het is in Canada dat Empain een mystieke ervaring opdeed die hem deed beslissen zijn leven en zijn rijkdom in dienst te stellen van anderen. Strijden tegen dogmatisme, broederlijke gemeenschappen oprichten, afstand doen van materiële bezittingen, de jeugd opvoeden volgens religieuze principes, dit werd het levensdoel, dat hij samen met zijn vrome echtgenote nastreefde. 
Hij had al voordien, vanaf 1930, de instelling van openbaar nut Pro Juventute (Fondation Louis Empain pour la Santé de l'Enfance) opgericht, voor de jeugdbescherming en maakte er zijn levenswerk van. Dit bracht onder meer de stichting mee van scholen in Profondeville (Collège de la Hulle), Ottignies, Esneux, Saint-Ode, Koksijde (Oostduinkerke), waar ook vakantiekolonies werden georganiseerd. Hij stichtte ook zomerkolonies, eerst in Cagnes-sur-Mer, vervolgens in Rosas (Costa Brava).
In 1939 bevond Empain zich in België en werd opgeroepen voor het leger. Na de Belgische capitulatie was hij enkele weken krijgsgevangen. Tijdens de oorlog hield hij zich met de scholen van Pro Juventute bezig, en gaf er onder meer onderdak aan Joodse kinderen. Een van zijn medewerkers was de latere Belgische minister Pierre Wigny.
Hij was voorzitter van de cadettenschool IBIS en van de Koninklijke Belgische Zeevaartbond (Ligue Maritime Belge).

## Publicaties
- L'éducatiion de notre jeunesse, Brussel, 1941.
- La Jeunesse à la recherche d'un idéal, Brussel, 1941.
- Une solution aux problèmes de l'éducation morale et physique des jeunes, Pro Juventute, Brussel, 1941.
- Méthode d'éducation physique,  Pro Juvente, Brussel, 1942
- Abrégé de pédagogie à l'usage des éducateurs, Goemaere, Brussel,  1943

Verschenen in een Collection Pro Juventute, van de door Empain opgerichte uitgeverij 'Editions du Soleil Levant' in Namur:
- L'adolescent au foyer, 1954.
- Nos enfants lisent, 1957 .
- Les Saints nous parlent, 1957.

- Galerie des artistes contemporains, 1968.
- Un module parcourt l'espace, 1972.
- Vers une nouvelle éthique, Parijs, 1973.

Uitgaven van de vereniging Art, Vie, Esprit:
- Jeunesse, contestation, communautés, 1975.
- Chrétiens en recherche, 1976.
- Demain le XXIe siècle, 1976.